# Leptogorgia labiata
Leptogorgia labiata is een zachte koraalsoort uit de familie Gorgoniidae. De koraalsoort komt uit het geslacht Leptogorgia. Leptogorgia labiata werd in 1870 voor het eerst wetenschappelijk beschreven door Verrill. 